# لغات إيران
إيران دولة آسيوية، لغتها الرسمية هي الفارسية ويشار إليها بالفارسية الغربية لتمييزها عن الفارسية الشرقية المستخدمة في أفغانستان. في إيران 77 لغة مسجلة، منها 75 لغة حية، ولغتان منقرضتان.

## اللغات المحلية
- الفارسية (رسمية) ولها لهجات كثيرة منها:[3]
  - لهجة شوشترية
  - لهجة دزفولية
  - الفارسية الشرقية، أكثر متحدثيها من الوافدين الأفغان.
- الكردية، وتشمل:
  - الغورانية وبضمنها اللهجة الهورامية
  - السورانية
  - الكرمنجي
  - الهورامية (en)
  - اللورية الشمالية والجنوبية
  - اللاكية (لغة لکي)
- الأيماقية (en)
- الأفستية، لغة منقرضة
- اللغة العربية، بلهجات مختلفة منها:
  - اللهجة الخليجية
  - اللهجة العراقية
- الويرية الويدارية (en)
- الأرمنية
- الأذرية
- الآرامية الآشورية الحديثة
- الآشتيانية (en)
- البلوشية
  - الجنوبية
  - الغربية
  - الكوروشية (en)
- البختيارية (en)
- الدومرية
- الدرية القزوينية (en)
- البرهوية
- الأتشومية
- الباشكاردي
- لهجات فارسية جنوبية غربية وشمالية غربية وغربية
- لغة غازي (en)
- الكيلكية
- الجورجية
- لغة تاتي (en)
  - الهزرندية (en)
  - الخوئينية (en)
  - الإشتهاردية
  - الردبارية
  - التارومية
  - الكباتية
  - الكاجالية
  - الكارينغانية
  - التكستانية
  - التارومية
- الهزارية (en)
- الطالشية (en) وبضمنها:
  - الغوزرخانية
  - الكوريش رستم
  - الرازاجيردي
- الكارينغارية
  - الشهرودية
- الأذرية الجنوبية
- الجيدي (en)
- الجاتية (en)
- القاشقاي (لغة قشقائية)
- الكازاخية
- الخلجية (en)
- الخراسانية التركية (en)
- الخوانسارية (en)
- اللغات السمنانية (en) وبضمنها:
  - السنغسارية (en)
  - اللاسجردية
  - السورخية
- المندائية، المندائية القديمة قد انقرضت لكن ما تبقى من متحدثين فهم يتكلمون المندائية الحديثة (en)
- المازاندرانية
- البشتو الجنوبية
- الناينية (en) وبضمنها الخورية(en)
- الناتنزية (en)
- لغة سوي (en)
- السيوندية (en)
- السينايا
- الوفسية (en)
- لغة تات القوقازية (en)
- الرومية البلقانية (en)
- الزرادشتية، لغة منقرضة
- السلجوقية (en)

## لغات أخرى
الوافدون في إيران يتكلمون لغات أخرى أجنبية كلغات أفغانستان والتركية والطاجيكية.
1. ↑  Languages of Iran نسخة محفوظة 03 فبراير 2013 على موقع واي باك مشين.
2. ↑  Iran / Languages - LookLex Encyclopaedia نسخة محفوظة 01 يوليو 2017 على موقع واي باك مشين.
3. 1 2  المصدر السابق